# Yoldiella cadizensis
Yoldiella cadizensis is een tweekleppigensoort uit de familie van de Yoldiidae. De wetenschappelijke naam van de soort is voor het eerst geldig gepubliceerd in 2009 door Hoffman, van Heugten & Lavaleye.